# Open GDF SUEZ Montpellier 2013
L'Open GDF SUEZ Montpellier 2013 è stato un torneo di tennis facente parte della categoria ITF Women's Circuit nell'ambito dell'ITF Women's Circuit 2013. Il torneo si è giocato a Montpellier in Francia dal 17 al 23 giugno 2013 su campi in terra rossa e aveva un montepremi di $25,000.

## Vincitrici

### Singolare
Ana Konjuh ha battuto in finale  Irina Chromačëva con il punteggio di 6–3, 6–1

### Doppio
Irina Chromačëva /  Renata Voráčová hanno battuto in finale  Inés Ferrer Suárez /  Paula Cristina Gonçalves con il punteggio di 6–1, 6–4